# René Clément
René Clément, właśc. René Jean Bayle (ur. 18 marca 1913 w Bordeaux, zm. 17 marca 1996 w Monte Carlo) – francuski reżyser i scenarzysta filmowy.

## Życiorys
Dwukrotny zdobywca nagrody za reżyserię na 1. i 3. MFF w Cannes za filmy Bitwa o szyny (1946) i Mury Malapagi (1949).
Jego filmy Mury Malapagi (1949) i Zakazane zabawy (1952) otrzymały Oscary Honorowe dla najlepszego filmu nieanglojęzycznego. Clément jest jednym z zaledwie pięciu reżyserów, których filmy nagradzano Oscarem w tej kategorii więcej niż jeden raz.
Zasiadał w jury konkursu głównego na 17. MFF w Cannes (1964).
Zmarł w przeddzień swych 83. urodzin. Jest pochowany na cmentarzu w Mentonie.

## Filmografia

### Reżyser
- 1946: Bitwa o szyny (La bataille du rail)
- 1946: Spokojny ojciec (Le père tranquille)
- 1947: Potępieńcy (Les maudits)
- 1949: Mury Malapagi (Au-delà des grilles)
- 1950: Szklany zamek (Le château de verre)
- 1952: Zakazane zabawy (Jeux interdits)
- 1954: Pan Ripois (Monsieur Ripois)
- 1956: Gervaise
- 1958: Tama na Pacyfiku (This Angry Age)
- 1960: W pełnym słońcu (Plein soleil)
- 1961: Co za radość żyć (Che gioia vivere)
- 1963: Ścigani przez śmierć (Le jour et l'heure)
- 1964: Koty (Les félins)
- 1966: Czy Paryż płonie? (Paris brûle-t-il?)
- 1969: Pasażer w deszczu (Le passager de la pluie)
- 1971: Dom pod drzewami (La maison sous les arbres)
- 1972: Bieg zająca przez pola (La course du lièvre à travers les champs)
- 1975: Dziewczyna do dziecka (La baby-sitter)

## Ważniejsze nagrody
- Nagroda na MFF w Cannes
  - Międzynarodowa Nagroda Jury: 1946 Bitwa o szyny
  - Nagroda za reżyserię: 1949 Mury Malapagi
- Oscar Honorowy dla najlepszego filmu obcojęzycznego: 
  - 1951 Mury Malapagi
  - 1953 Zakazane zabawy
- Nagroda BAFTA za najlepszy film:
  - 1954 Zakazane zabawy
  - 1957 Gervaise
- Złoty Lew na MFF w Wenecji: 1952 Zakazane zabawy
- Cezar Honorowy za całokształt twórczości: 1984